# Německý ústřední archiv
Německý ústřední archiv (německy Das Deutsche Zentralarchiv, zkratka: DZA), od roku 1973 Ústřední státní archiv NDR (ZStA Postupim), byl ústřední archivní institucí Německé demokratické republiky.

## Historie
Německý ústřední archiv byl založen 1. června 1946 jako „Ústřední archiv v sovětské okupační zóně“ (zkráceně ZStA Postupim). Co se týče fondů, je nástupcem bývalého Říšského archivu v Postupimi a Pruského tajného státního archivu. Zpočátku shromažďovala spisy zrušených ústředních říšských úřadů a archiválie sovětské okupační zóny z různých úložišť. DZA odpovídala za ústřední orgány a instituce státního aparátu vzniklé na území NDR, orgány řídící hospodářství, jakož i za ústřední orgány a instituce bývalé Německé říše, bývalého státu Prusko a za ústřední orgány a instituce hospodářství před rokem 1945. Hlavním sídlem byla Postupim s ředitelstvím a historickým oddělením
I. oddělení bylo pověřeno řízením a vedením dokumentů státních orgánů a institucí, které se nacházely na území NDR. Oddělení II. schraňující historické dokumenty bylo umístěno v Merseburgu s pobočkou v Coswigu. Existovalo také III. oddělení (Ústřední státní a hospodářské orgány NDR včetně centrálně řízených VVB). Externí depoty se nacházely také v Barby pro I. oddělení a v archivním skladu/zámku v Dornburgu/Elbe pro II. oddělení. Při posledním sčítání činil celkový objem DZA 8 000 dokumentů, 25 000 map, 34 000 běžných metrů spisů a 315 odkazů.
V letech 1991 až 1993 byl Merseburg pobočkou Tajného státního archivu. Po roce 1990 byly jeho fondy převedeny do Spolkového archivu, Německé kanceláře (WASt) a Tajného státního archivu.

## Ředitelé a ředitelky
- Helmut Lötzke (1952–⁠1984)
- Elisabeth Brachmann-Teubner (1984–⁠1990)
- Heinrich Waldmann (1990–⁠1991, do roku 1992 vedoucí pobočky GStA v Merseburgu)